# Mark Ferguson (homme politique)
Mark Andrew Ferguson est un homme politique, journaliste et syndicaliste britannique. Il est député travailliste de Gateshead Central et Whickham depuis 2024.

## Biographie
Ferguson grandit à Gateshead. Il étudie les sciences sociales et politiques au Robinson College de Cambridge et est président du syndicat des étudiants de l'université de Cambridge (CUSU) de 2006 à 2007.
Ferguson travaille comme journaliste et syndicaliste. Il est un ancien rédacteur en chef du site Web LabourList, qui soutient le parti travailliste. Ferguson est un représentant syndical au Comité exécutif national du Parti travailliste. Dans le cadre de son rôle au sein du NEC du Parti travailliste, il préside les débats lors de la conférence du parti en 2021 et attire l'attention des médias après avoir déclaré aux délégués qu'il y avait « trop d'hommes blancs qui levaient les mains ».
Ferguson est choisi comme candidat parlementaire pour Gateshead Central et Whickham, pour succéder au député travailliste sortant Ian Mearns. Il remporte la circonscription aux élections générales de 2024 avec une majorité de 9 644 voix.